# Viroflay
Viroflay [viʁɔflɛ] ist eine französische Gemeinde mit 16.943 Einwohnern (Stand 1. Januar 2022) im Südwesten von Paris im Département Yvelines in der Region Île-de-France. Sie ist 14 Kilometer vom Pariser Stadtzentrum entfernt. Die Einwohner werden Viroflaysiens genannt.

## Geographie
Die Stadt Viroflay schließt östlich an Versailles an. Sie wird von zwei Waldgebieten flankiert, im Norden vom Forêt de Fausses-Reposes, im Süden vom Forêt de Meudon. Nachbargemeinden von Viroflay sind Chaville im Osten, Vélizy-Villacoublay im Süden, Versailles im Westen und Ville-d’Avray im Norden.

## Sehenswürdigkeiten
Siehe: Liste der Monuments historiques in Viroflay

## Verkehr
Am 18. Juli 1840 ging der Bahnhof Viroflay-Rive-Droite an der am 2. August 1839 eröffneten Bahnstrecke Paris-Saint-Lazare–Versailles-Rive-Droite in Betrieb. Der Bahnhof Viroflay-Rive-Gauche an der Bahnstrecke Paris–Brest, die zunächst zum Bahnhof Versailles-Rive-Gauche führte, kam am 10. September 1840 hinzu. Der Abzweig von Viroflay-Rive-Gauche in Richtung Brest ging erst 1849 in Betrieb; 1902 wurde der Bahnhof durch die Vollendung der Bahnstrecke Paris-Invalides–Versailles-Rive-Gauche zum Kreuzungsbahnhof.
Zwischen Paris-Invalides und Versailles-Rive-Gauche über Viroflay-Rive-Gauche wurde am 31. Mai 1902 der elektrische Vorortbetrieb an seitlichen Stromschienen aufgenommen. Seit 1979 verkehrt auf dieser Strecke die Linie C des Réseau express régional d’Île-de-France (RER). Der Bahnhof Viroflay–Rive-Droite wird von Vorortzügen der Linie L (Paris-Saint-Lazare–Versailles-Rive-Droite) des Transilien-Netzes bedient.
Durch  Viroflay verläuft die Buslinie 171 der RATP von der Station Pont de Sèvres der Pariser Métrolinie 9 nach Château de Versailles.

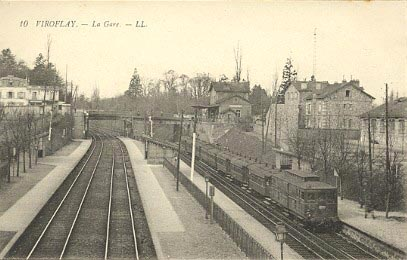
Bahnhof Viroflay-Rive-Gauche (1900er Jahre)
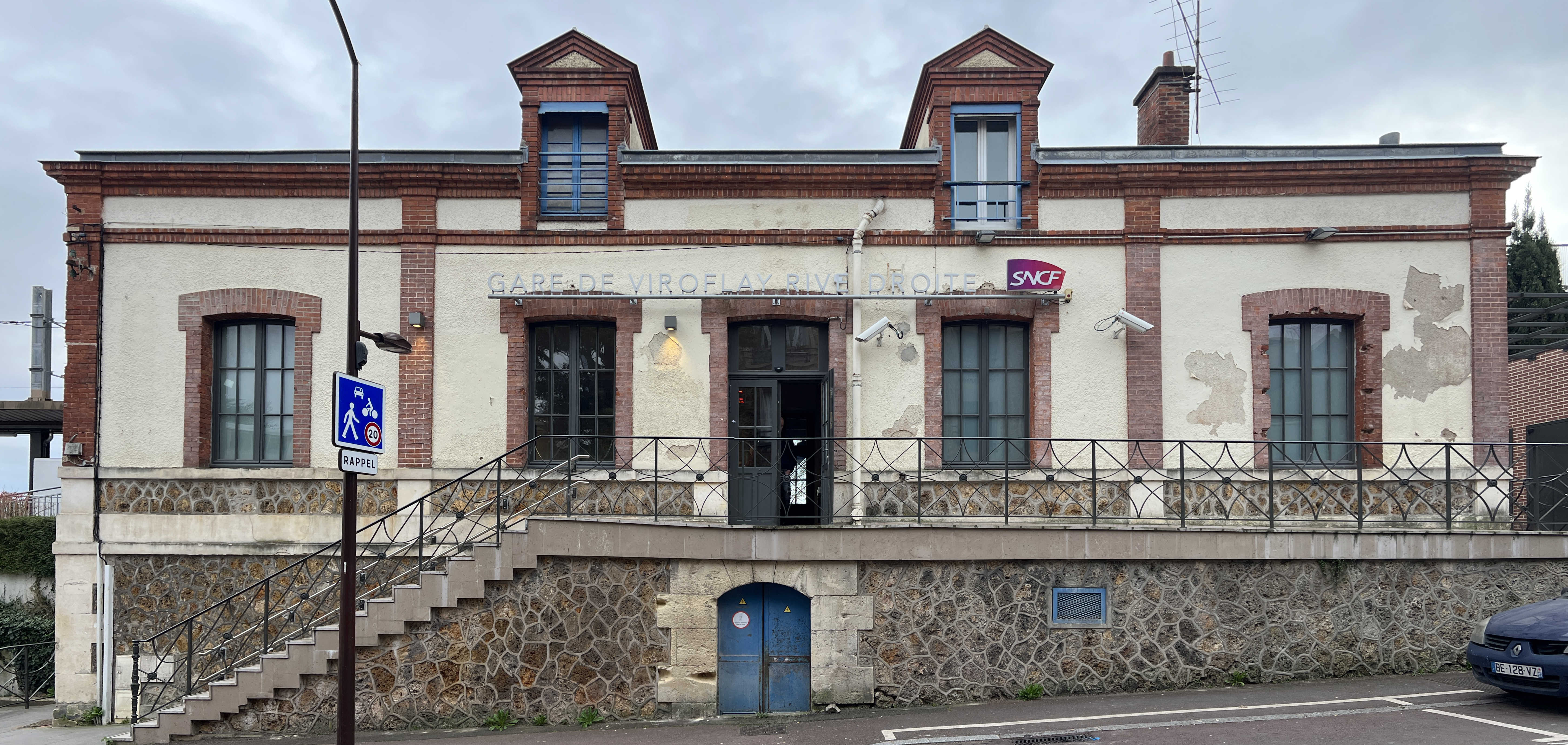
Empfangsgebäude des Bahnhofs Viroflay-Rive-Droite
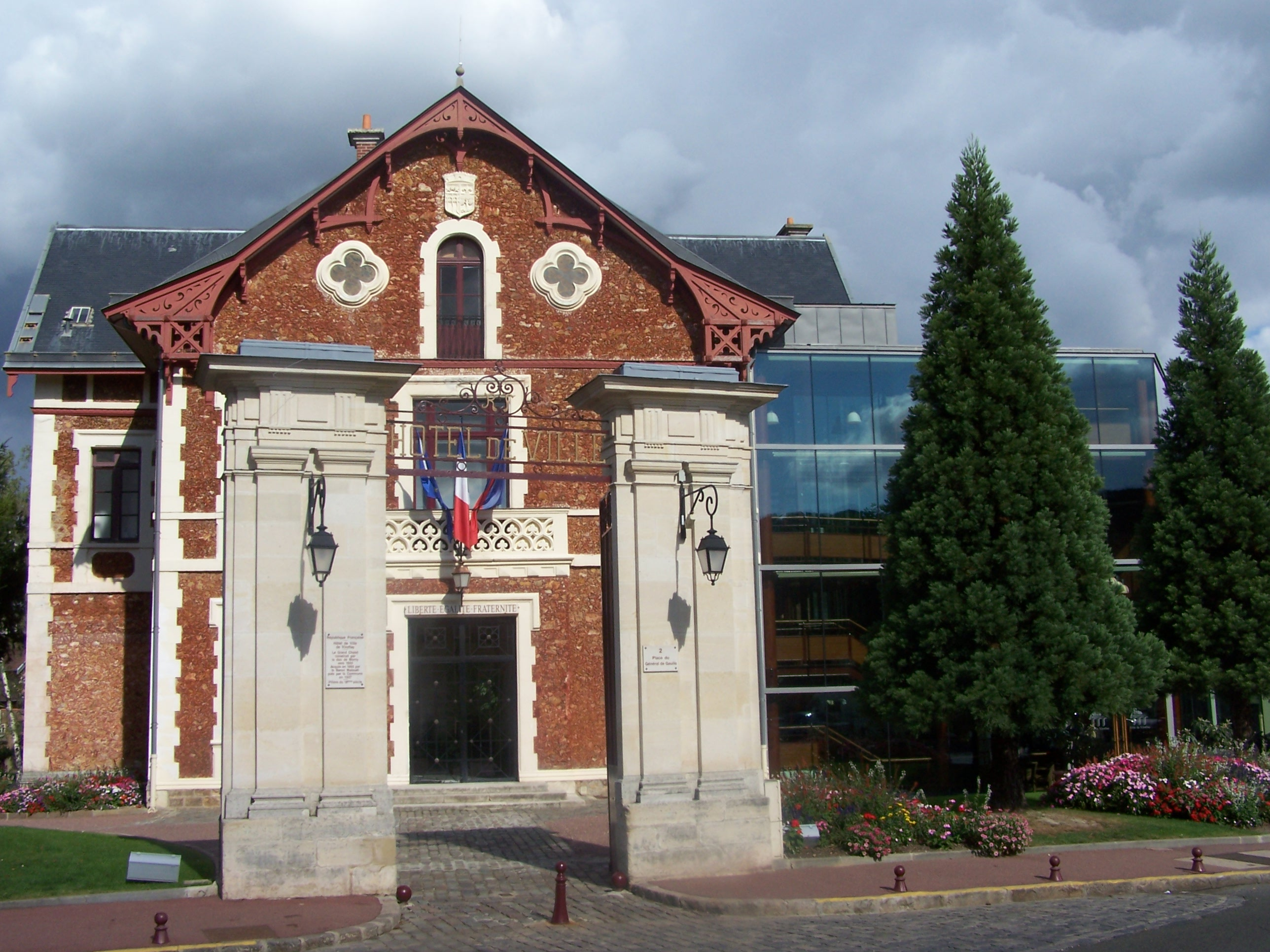
Hôtel de ville (Rathaus)
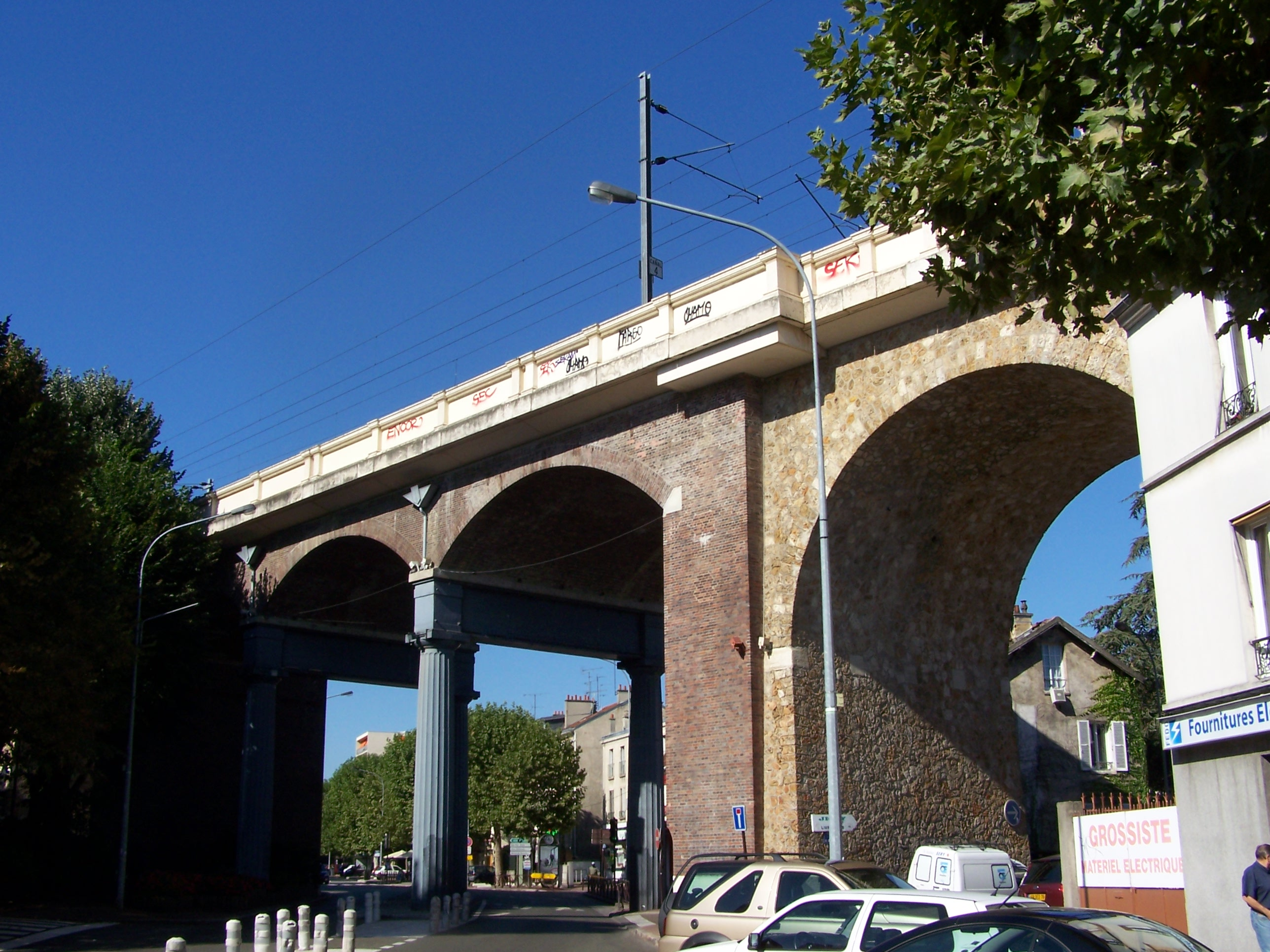
Eisenbahnviadukt

## Städtepartnerschaften
- Haßloch, Deutschland
- Bracciano, Italien
- Kolokani, Mali
- Carcavelos, Portugal

## Persönlichkeiten
- Pia Le Thomas (1920–2009), Zisterzienserin, Gründerin und Äbtissin des Klosters Boulaur
- Jean-François Kahn (1938–2025), Journalist, Publizist und Politiker